# 落合業親
落合 業親（おちあい なりちか、生没年不詳）は、戦国時代の武将。横田氏庶流落合氏当主。子に政親。

## 概要
宇都宮成綱の庶長子。父成綱は実質的な北関東の覇者であり、下野宇都宮氏を中興し、中興の祖と呼ばれた戦国大名である。
父成綱による宇都宮家中の支配体制再編のため、断絶していた宇都宮氏の庶流で、下野国河内郡落合郷を所領し、落合親綱を祖とする落合氏の養子となり入嗣した。

落合氏を再興させたとともに、宇都宮家中に取り込むことに成功している。
また、今泉盛高の娘を妻として迎え、代々宇都宮城の南を守った上三川城に拠る宇都宮氏の有力な一門今泉氏との関係強化に貢献した。
父同様、文武両道の名将だったといわれている。